# The Spiral – Tödliches Geheimnis
The Spiral – Tödliches Geheimnis ist ein US-amerikanischer Psychothriller aus dem Jahr 2007. Regie führte Joel David Moore, der auch das Drehbuch und die Produktion übernahm und außerdem die Hauptrolle Mason spielt.

## Handlung
Der einsame, introvertierte Mason arbeitet bei einer Tele-Sales-Versicherungsfirma. Er hört gerne Jazz-Musik und er ist außerdem ein talentierter Maler. Sein einziger Freund ist sein Boss, Berkeley, welcher auf ihn aufpasst und ihn hin und wieder aufheitert. Schließlich trifft der unbeholfene junge Mann auf die eher gesellige Amber, seine neue Kollegin. Die beiden kommen sich näher und Mason öffnet sich ihr ein wenig, doch dadurch zeigen sich auch seine dunklen Seiten...

## Hintergrund
Der Film wurde in Portland, Oregon mit einem Budget von etwa 1,5 Millionen US-Dollar gedreht.

## Kritik
Der Film erreichte auf Rotten Tomatoes 57 % bei 8.904 Bewertungen.